# Ватроп
Ватроп (нід. Vatrop) — селище в нідерландській провінції Північна Голландія. Входить до муніципалітету Голландс-Крон. Наразі у селищі нараховується близько 10 будинків.